# Asienspiele 2006/Schach
Bei den Asienspielen 2006 wurden vom 2. bis 14. Dezember 2006 insgesamt drei Wettbewerbe im Schach ausgetragen, davon je einer bei den Männern und bei den Frauen sowie ein gemischter Mannschaftswettbewerb. Während die Einzel im Schnellschach ausgetragen wurden, wurde der Mannschaftswettbewerb klassisch durchgeführt. Austragungsort war die Al-Dana Indoor Hall.

## Bilanz

### Medaillenspiegel
| Platz  | Land       | Gold | Silber | Bronze | Gesamt |
| ------ | ---------- | ---- | ------ | ------ | ------ |
| 1      | Indien     | 2    | —      | —      | 2      |
| 2      | Kasachstan | 1    | —      | —      | 1      |
| 3      | China      | —    | 2      | 1      | 3      |
| 4      | Vietnam    | —    | 1      | —      | 1      |
| 5      | Iran       | —    | —      | 1      | 1      |
| 5      | Katar      | —    | —      | 1      | 1      |
| Gesamt | Gesamt     | 3    | 3      | 3      | 9      |

### Medaillengewinner
| Disziplin     | Gold                                       | Silber                             | Bronze                                                         |
| ------------- | ------------------------------------------ | ---------------------------------- | -------------------------------------------------------------- |
| Männer Einzel | Murtas Qaschyghalijew                      | Đào Thiên Hải                      | Bu Xiangzhi                                                    |
| Frauen Einzel | K. Humpy                                   | Zhao Xue                           | Zhu Chen                                                       |
| Mannschaft    | IndienP. Harikrishna K. Sasikiran K. Humpy | ChinaWang Yue Bu Xiangzhi Zhao Xue | IranEhsan Ghaem Maghami Elshan Moradiabadi Atousa Pourkashiyan |